# HERO/Sweet Jewel
「HERO/Sweet Jewel」（ヒーロー/スウィート・ジュエル）は、Fairiesの2枚目シングル。2011年12月21日にSONIC GROOVEから発売された。

## 概要
前作「More Kiss/Song for You」から3ヶ月ぶりのリリース。また、前作から2作連続の両A面シングル。
2形態で発売。
- AVCD-16252：CD+DVD
- AVCD-16253：CD

## 収録曲
1. HERO [3:01]
作詞：Miho Karasawa、作曲：Damon Sharpe・Eric Sanicola・Jenilee Reyes・Julia Keenan・Teresa Castillo・Pine Rose
2. Sweet Jewel [4:42]
作詞・作曲：Hiromasa Ijichi、編曲：Pine Rose
3. HERO（Instrumental）
4. Sweet Jewel（Instrumental）

DVD
1. HERO MUSIC VIDEO
2. Sweet Jewel MUSIC VIDEO
3. Sweet Jewel（Dance Edition）

## イベント
- 2ndシングル「HERO/Sweet Jewel」リリースイベント
  - 2011年12月23日 マルイシティ渋谷
  - 2011年12月25日 サンシャインシティ アルパ
- 「HERO/Sweet Jewel」購入者限定スペシャルイベント
  - 2012年2月25日 duo MUSIC EXCHANGE